# Campeonato de Tercera División 1952 (Argentina)
El Campeonato de Tercera División 1952, conocido como Tercera de Ascenso 1952, fue la quincuagésima segunda temporada de la Tercera División y la decimosexta edición de la era profesional y la segunda como cuarta categoría del fútbol argentino, por lo que se la considera como antecesora de la actual Primera D. 
Debido a una reestructuración resuelta por la AFA, en 1951 los equipos de la Tercera División  fueron promovidos temporalmente a Segunda División con excepción del campeón del año anterior.
En el certamen se incorporaron 10 equipos: Deportivo Morón y Flandria, descendidos de la Segunda División; 6 de los 7 equipos que habían sido promovidos de la Tercera División; y los afiliados Deportivo San Justo y Arsenal de Llavallol.
El ganador del torneo fue Flandria, que logró el ascenso a la Segunda División.

## Ascensos y descensos
| Equipos relegados de Segunda División 1951 |
| ------------------------------------------ |
| Acassuso                                   |
| Brown                                      |
| Justo José de Urquiza                      |
| Juventud de Bernal                         |
| Deportivo Riestra                          |
| Central Argentino                          |

| Pos. | Equipos descendidos de la Segunda División 1951 |
| ---- | ----------------------------------------------- |
| 15.° | Morón                                           |
| 16.° | Flandria                                        |

| Equipos afiliados |
| ----------------- |
| San Justo         |
| Arsenal (L)       |

- De esta manera, el número de participantes aumentó a 10.

## Equipos participantes
| Equipo                | Localidad    |
| --------------------- | ------------ |
| Acassuso              | San Isidro   |
| Arsenal               | Llavallol    |
| Brown                 | Adrogué      |
| Central Argentino     | San Martín   |
| Deportivo Morón       | Morón        |
| Deportivo Riestra     | Buenos Aires |
| Deportivo San Justo   | San Justo    |
| Flandria              | Jáuregui     |
| Justo José de Urquiza | Caseros      |
| Juventud              | Bernal       |

## Tabla de posiciones final
| Pos. | Equipo                | Pts. | PJ | PG | PE | PP | GF | GC | Dif. |
| ---- | --------------------- | ---- | -- | -- | -- | -- | -- | -- | ---- |
| 01.º | Flandria              | 32   | 18 | 15 | 2  | 1  | 47 | 14 | 33   |
| 02.º | Justo José de Urquiza | 30   | 18 | 13 | 4  | 1  | 53 | 25 | 28   |
| 03.º | Brown                 | 23   | 18 | 10 | 3  | 5  | 44 | 32 | 12   |
| 04.º | Juventud de Bernal    | 22   | 18 | 9  | 4  | 5  | 50 | 35 | 15   |
| 05.º | Deportivo San Justo   | 18   | 18 | 8  | 2  | 8  | 36 | 38 | −2   |
| 06.º | Arsenal (Ll)          | 16   | 18 | 7  | 2  | 9  | 29 | 37 | −8   |
| 07.º | Central Argentino     | 15   | 18 | 6  | 3  | 9  | 30 | 35 | −5   |
| 08.º | Acassuso              | 11   | 18 | 4  | 3  | 11 | 23 | 43 | −20  |
| 09.º | Morón                 | 7    | 18 | 2  | 3  | 13 | 24 | 47 | −23  |
| 10.º | Deportivo Riestra     | 6    | 18 | 2  | 2  | 14 | 23 | 53 | −30  |

|  | Campeón y ascenso a la Segunda de Ascenso. |
|  | Ascenso a la Segunda de Ascenso.           |

|  |

## Resultados

### Primera rueda
| Fecha 1              | Fecha 1   | Fecha 1               | Fecha 1       | Fecha 1     | Fecha 1 |
| Local                | Resultado | Visitante             | Lugar         | Fecha       |         |
| -------------------- | --------- | --------------------- | ------------- | ----------- | ------- |
| Arsenal de Llavallol | 0 - 7     | Brown de Adrogué      | Llavallol     | 27 de abril |         |
| Deportivo Riestra    | 1 - 1     | Central Argentino     | Villa Soldati | 27 de abril |         |
| Deportivo San Justo  | 1 - 0     | Deportivo Morón       | San Justo     | 27 de abril |         |
| Acassuso             | 0 - 2     | Justo José de Urquiza | San Isidro    | 27 de abril |         |
| Flandria             | 2 - 1     | Juventud de Bernal    | Jáuregui      | 27 de abril |         |

| Fecha 2            | Fecha 2   | Fecha 2               | Fecha 2    | Fecha 2   | Fecha 2 |
| Local              | Resultado | Visitante             | Lugar      | Fecha     |         |
| ------------------ | --------- | --------------------- | ---------- | --------- | ------- |
| Flandria           | 2 - 1     | Arsenal de Llavallol  | Jáuregui   | 4 de mayo |         |
| Juventud de Bernal | 1 - 1     | Justo José de Urquiza | Bernal     | 4 de mayo |         |
| Acassuso           | 3 - 3     | Deportivo San Justo   | San Isidro | 4 de mayo |         |
| Deportivo Morón    | 1 - 1     | Deportivo Riestra     | Morón      | 4 de mayo |         |
| Central Argentino  | 1 - 1     | Brown de Adrogué      | San Martín | 4 de mayo |         |

| Fecha 3               | Fecha 3   | Fecha 3            | Fecha 3           | Fecha 3    | Fecha 3 |
| Local                 | Resultado | Visitante          | Lugar             | Fecha      |         |
| --------------------- | --------- | ------------------ | ----------------- | ---------- | ------- |
| Arsenal de Llavallol  | 3 - 2     | Central Argentino  | Llavallol         | 11 de mayo |         |
| Brown de Adrogué      | 1 - 0     | Deportivo Morón    | Lorenzo Arandilla | 11 de mayo |         |
| Deportivo Riestra     | 0 - 3     | Acassuso           | Villa Soldati     | 11 de mayo |         |
| Deportivo San Justo   | 3 - 1     | Juventud de Bernal | San Justo         | 11 de mayo |         |
| Justo José de Urquiza | 3 - 2     | Flandria           | Caseros           | 11 de mayo |         |

| Fecha 4               | Fecha 4   | Fecha 4              | Fecha 4    | Fecha 4     | Fecha 4 |
| Local                 | Resultado | Visitante            | Lugar      | Fecha       |         |
| --------------------- | --------- | -------------------- | ---------- | ----------- | ------- |
| Flandria              | 1 - 0     | Deportivo San Justo  | Jáuregui   | 18 de mayo  |         |
| Acassuso              | 2 - 5     | Brown de Adrogué     | San Isidro | 18 de mayo  |         |
| Deportivo Morón       | 1 - 0     | Central Argentino    | Morón      | 18 de mayo  |         |
| Justo José de Urquiza | 2 - 1     | Arsenal de Llavallol | Caseros    | 25 de mayo  |         |
| Juventud de Bernal    | 1 - 4     | Deportivo Riestra    | Bernal     | 13 de julio |         |

| Fecha 5              | Fecha 5   | Fecha 5               | Fecha 5           | Fecha 5    | Fecha 5 |
| Local                | Resultado | Visitante             | Lugar             | Fecha      |         |
| -------------------- | --------- | --------------------- | ----------------- | ---------- | ------- |
| Arsenal de Llavallol | 3 - 2     | Deportivo Morón       | Llavallol         | 1 de junio |         |
| Central Argentino    | 2 - 1     | Acassuso              | San Martín        | 8 de junio |         |
| Brown de Adrogué     | 2 - 3     | Juventud de Bernal    | Lorenzo Arandilla | 8 de junio |         |
| Deportivo Riestra    | 0 - 1     | Flandria              | Villa Soldati     | 8 de junio |         |
| Deportivo San Justo  | 3 - 2     | Justo José de Urquiza | San Justo         | 8 de junio |         |

| Fecha 6               | Fecha 6   | Fecha 6              | Fecha 6    | Fecha 6     | Fecha 6 |
| Local                 | Resultado | Visitante            | Lugar      | Fecha       |         |
| --------------------- | --------- | -------------------- | ---------- | ----------- | ------- |
| Deportivo San Justo   | 3 - 0     | Arsenal de Llavallol | San Justo  | 15 de junio |         |
| Justo José de Urquiza | 6 - 1     | Deportivo Riestra    | Caseros    | 15 de junio |         |
| Flandria              | 5 - 1     | Brown de Adrogué     | Jáuregui   | 15 de junio |         |
| Juventud de Bernal    | 4 - 1     | Central Argentino    | Bernal     | 15 de junio |         |
| Acassuso              | 4 - 2     | Deportivo Morón      | San Isidro | 15 de junio |         |

| Fecha 7              | Fecha 7   | Fecha 7               | Fecha 7           | Fecha 7     | Fecha 7 |
| Local                | Resultado | Visitante             | Lugar             | Fecha       |         |
| -------------------- | --------- | --------------------- | ----------------- | ----------- | ------- |
| Arsenal de Llavallol | 1 - 1     | Acassuso              | Llavallol         | 22 de junio |         |
| Deportivo Morón      | 4 - 4     | Juventud de Bernal    | Morón             | 22 de junio |         |
| Central Argentino    | 0 - 1     | Flandria              | San Martín        | 22 de junio |         |
| Brown de Adrogué     | 1 - 1     | Justo José de Urquiza | Lorenzo Arandilla | 22 de junio |         |
| Deportivo Riestra    | 1 - 2     | Deportivo San Justo   | Villa Soldati     | 22 de junio |         |

| Fecha 8               | Fecha 8   | Fecha 8              | Fecha 8       | Fecha 8     | Fecha 8 |
| Local                 | Resultado | Visitante            | Lugar         | Fecha       |         |
| --------------------- | --------- | -------------------- | ------------- | ----------- | ------- |
| Deportivo Riestra     | 2 - 6     | Arsenal de Llavallol | Villa Soldati | 29 de junio |         |
| Deportivo San Justo   | 2 - 4     | Brown de Adrogué     | San Justo     | 29 de junio |         |
| Justo José de Urquiza | 5 - 3     | Central Argentino    | Caseros       | 29 de junio |         |
| Flandria              | 4 - 1     | Deportivo Morón      | Jáuregui      | 29 de junio |         |
| Juventud de Bernal    | 3 - 1     | Acassuso             | Bernal        | 29 de junio |         |

| Fecha 9              | Fecha 9   | Fecha 9               | Fecha 9           | Fecha 9    | Fecha 9 |
| Local                | Resultado | Visitante             | Lugar             | Fecha      |         |
| -------------------- | --------- | --------------------- | ----------------- | ---------- | ------- |
| Arsenal de Llavallol | 1 - 1     | Juventud de Bernal    | Llavallol         | 6 de julio |         |
| Acassuso             | 0 - 4     | Flandria              | San Isidro        | 6 de julio |         |
| Deportivo Morón      | 2 - 4     | Justo José de Urquiza | Morón             | 6 de julio |         |
| Central Argentino    | 3 - 1     | Deportivo San Justo   | San Martín        | 6 de julio |         |
| Brown de Adrogué     | 3 - 2     | Deportivo Riestra     | Lorenzo Arandilla | 6 de julio |         |

### Segunda rueda
| Fecha 10              | Fecha 10  | Fecha 10             | Fecha 10          | Fecha 10     | Fecha 10 |
| Local                 | Resultado | Visitante            | Lugar             | Fecha        |          |
| --------------------- | --------- | -------------------- | ----------------- | ------------ | -------- |
| Brown de Adrogué      | 0 - 2     | Arsenal de Llavallol | Lorenzo Arandilla | 17 de agostp |          |
| Central Argentino     | 5 - 1     | Deportivo Riestra    | San Martín        | 17 de agostp |          |
| Deportivo Morón       | 1 - 1     | Deportivo San Justo  | Morón             | 17 de agostp |          |
| Justo José de Urquiza | 2 - 0     | Acassuso             | Caseros           | 17 de agostp |          |
| Juventud de Bernal    | 0 - 2     | Flandria             | Bernal            | 17 de agostp |          |

| Fecha 11              | Fecha 11  | Fecha 11           | Fecha 11          | Fecha 11        | Fecha 11 |
| Local                 | Resultado | Visitante          | Lugar             | Fecha           |          |
| --------------------- | --------- | ------------------ | ----------------- | --------------- | -------- |
| Arsenal de Llavallol  | 1 - 3     | Flandria           | Llavallol         | 7 de septiembre |          |
| Justo José de Urquiza | 3 - 3     | Juventud de Bernal | Caseros           | 7 de septiembre |          |
| Deportivo San Justo   | 4 - 1     | Acassuso           | San Justo         | 7 de septiembre |          |
| Deportivo Riestra     | 1 - 2     | Deportivo Morón    | Villa Soldati     | 7 de septiembre |          |
| Brown de Adrogué      | 2 - 0     | Central Argentino  | Lorenzo Arandilla | 7 de septiembre |          |

| Fecha 12           | Fecha 12  | Fecha 12              | Fecha 12   | Fecha 12         | Fecha 12 |
| Local              | Resultado | Visitante             | Lugar      | Fecha            |          |
| ------------------ | --------- | --------------------- | ---------- | ---------------- | -------- |
| Central Argentino  | 2 - 1     | Arsenal de Llavallol  | San Martín | 14 de septiembre |          |
| Deportivo Morón    | 2 - 5     | Brown de Adrogué      | Morón      | 14 de septiembre |          |
| Acassuso           | 1 - 0     | Deportivo Riestra     | San Isidro | 14 de septiembre |          |
| Juventud de Bernal | 7 - 2     | Deportivo San Justo   | Bernal     | 14 de septiembre |          |
| Flandria           | 1 - 1     | Justo José de Urquiza | Jáuregui   | 14 de septiembre |          |

| Fecha 13             | Fecha 13  | Fecha 13              | Fecha 13          | Fecha 13         | Fecha 13 |
| Local                | Resultado | Visitante             | Lugar             | Fecha            |          |
| -------------------- | --------- | --------------------- | ----------------- | ---------------- | -------- |
| Arsenal de Llavallol | 2 - 3     | Justo José de Urquiza | Llavallol         | 21 de septiembre |          |
| Deportivo San Justo  | 1 - 3     | Flandria              | San Justo         | 21 de septiembre |          |
| Deportivo Riestra    | 2 - 4     | Juventud de Bernal    | Villa Soldati     | 21 de septiembre |          |
| Brown de Adrogué     | 3 - 1     | Acassuso              | Lorenzo Arandilla | 21 de septiembre |          |
| Central Argentino    | 2 - 1     | Deportivo Morón       | San Martín        | 21 de septiembre |          |

| Fecha 14              | Fecha 14  | Fecha 14             | Fecha 14      | Fecha 14         | Fecha 14 |
| Local                 | Resultado | Visitante            | Lugar         | Fecha            |          |
| --------------------- | --------- | -------------------- | ------------- | ---------------- | -------- |
| Acassuso              | 1 - 1     | Central Argentino    | San Isidro    | 27 de septiembre |          |
| Justo José de Urquiza | 3 - 0     | Deportivo San Justo  | Villa Soldati | 27 de septiembre |          |
| Deportivo Morón       | 1 - 3     | Arsenal de Llavallol | Morón         | 28 de septiembre |          |
| Juventud de Bernal    | 2 - 0     | Brown de Adrogué     | Bernal        | 28 de septiembre |          |
| Flandria              | 3 - 0     | Deportivo Riestra    | Jáuregui      | 28 de septiembre |          |

| Fecha 15             | Fecha 15  | Fecha 15              | Fecha 15          | Fecha 15      | Fecha 15 |
| Local                | Resultado | Visitante             | Lugar             | Fecha         |          |
| -------------------- | --------- | --------------------- | ----------------- | ------------- | -------- |
| Arsenal de Llavallol | 2 - 1     | Deportivo San Justo   | Llavallol         | 12 de octubre |          |
| Deportivo Riestra    | 2 - 6     | Justo José de Urquiza | Villa Soldati     | 12 de octubre |          |
| Brown de Adrogué     | 1 - 1     | Flandria              | Lorenzo Arandilla | 12 de octubre |          |
| Central Argentino    | 2 - 1     | Juventud de Bernal    | San Martín        | 12 de octubre |          |
| Deportivo Morón      | 1 - 2     | Acassuso              | Morón             | 12 de octubre |          |

| Fecha 16              | Fecha 16  | Fecha 16             | Fecha 16   | Fecha 16       | Fecha 16 |
| Local                 | Resultado | Visitante            | Lugar      | Fecha          |          |
| --------------------- | --------- | -------------------- | ---------- | -------------- | -------- |
| Juventud de Bernal    | 5 - 2     | Deportivo Morón      | Bernal     | 19 de octubre  |          |
| Flandria              | 4 - 2     | Central Argentino    | Jáuregui   | 19 de octubre  |          |
| Justo José de Urquiza | 4 - 1     | Brown de Adrogué     | Caseros    | 19 de octubre  |          |
| Deportivo San Justo   | 4 - 2     | Deportivo Riestra    | San Justo  | 19 de octubre  |          |
| Acassuso              | 0 - 1     | Arsenal de Llavallol | San Isidro | 2 de noviembre |          |

| Fecha 17             | Fecha 17  | Fecha 17              | Fecha 17          | Fecha 17       | Fecha 17 |
| Local                | Resultado | Visitante             | Lugar             | Fecha          |          |
| -------------------- | --------- | --------------------- | ----------------- | -------------- | -------- |
| Arsenal de Llavallol | 0 - 1     | Deportivo Riestra     | Llavallol         | 26 de octubre  |          |
| Brown de Adrogué     | 3 - 2     | Deportivo San Justo   | Lorenzo Arandilla | 26 de octubre  |          |
| Deportivo Morón      | 1 - 4     | Flandria              | Morón             | 26 de octubre  |          |
| Acassuso             | 2 - 5     | Juventud de Bernal    | San Isidro        | 26 de octubre  |          |
| Central Argentino    | 2 - 3     | Justo José de Urquiza | San Martín        | 2 de noviembre |          |

| Fecha 18              | Fecha 18  | Fecha 18             | Fecha 18      | Fecha 18       | Fecha 18 |
| Local                 | Resultado | Visitante            | Lugar         | Fecha          |          |
| --------------------- | --------- | -------------------- | ------------- | -------------- | -------- |
| Juventud de Bernal    | 4 - 1     | Arsenal de Llavallol | Bernal        | 9 de noviembre |          |
| Flandria              | 4 - 0     | Acassuso             | Jáuregui      | 9 de noviembre |          |
| Justo José de Urquiza | 2 - 0     | Deportivo Morón      | Caseros       | 9 de noviembre |          |
| Deportivo San Justo   | 3 - 1     | Central Argentino    | San Justo     | 9 de noviembre |          |
| Deportivo Riestra     | 2 - 4     | Brown de Adrogué     | Villa Soldati | 9 de noviembre |          |